# 방대종
방대종(方大鍾, 1985년 1월 28일 ~ )은 대한민국의 전 축구 선수로서 포지션은 센터백이다.

## 축구인 생활

### 선수 생활
2007년 대구 FC에 입단하였으나 주전 자리를 꿰차지 못하다가 2009년부터 중용받기 시작하였다. 2010년엔 대구의 주장으로 선임되었다.
2011년 전남 드래곤즈로 이적하였고 2012 시즌을 앞두고 군 복무를 위해 상주 상무 피닉스에 입단하였다.